# Taşlık
Taşlık ist ein Dorf im Landkreis Pazar der türkischen Provinz Tokat. Taşlık liegt etwa 25 km südwestlich der Provinzhauptstadt Tokat und 3 km östlich von Pazar. Taşlık hatte laut der letzten Volkszählung 119 Einwohner (Stand Ende Dezember 2010). Die Bevölkerung besteht hauptsächlich aus Osseten und Tscherkessen.